# Vladimir Stogov
Vladimir Stogov (n. 5 noiembrie 1930, Moscova, RSFS Rusă, URSS – d. 17 mai 2005, Moscova, Rusia) a fost un halterofil ce a reprezentat Uniunea Republicilor Sovietice Socialiste, medaliat olimpic. A participat la o ediție a Jocurilor Olimpice (1956) în care a câștigat o medalie de argint.

## Participări
Lista de mai jos prezintă principalele competiții la care a participat Vladimir Stogov de-a lungul carierei.
- weightlifting at the 1956 Summer Olympics – men's 56 kg[*]